# Puszka al-Mughiry
Puszka al-Mughiry – puszka (pyksis) z kości słoniowej z 968 roku, należąca do księcia z rodu Umajjadów Al-Mughiry (zm. 976), obecnie w zbiorach Luwru.
Jest jedną z sześciu zachowanych puszek z kości słoniowej z kopułkowym przykryciem z Medina Azahara/Kordoby. Puszki są formą dobrze znaną z historii wyrobów z kości słoniowej w świecie śródziemnomorskim. Wykorzystują one naturalny kształt ciosu słonia i w odróżnieniu od pudełek czy kasetek nie wymagają składania z kilku kawałków. Puszki z dziesiątowiecznej Andaluzji wyróżniają się jednak kopułkowym przykryciem, nie znanym ani bizantyńskim, ani arabsko-sycylijskim puszkom z podobnego okresu. 
Pisząc w roku 1992 Oleg Grabar wskazywał, iż z andaluzyjskimi puszkami wiążą się dwie osobliwości,  których nie potrafimy wyjaśnić, przynajmniej przy obecnym stanie wiedzy, w kontekście szerszej muzułmańskiej kultury. Pierwszą jest silny efekt trójwymiarowości głęboko wyciętych reliefowych dekoracji niektórych puszek (w tym puszki Al-Mughiry), co do którego wydaje się czymś prawdopodobnym, że istniał jakiś starożytny model, który wpłynął na patrona lub artystę tworzącego te przedmioty, ale trudno sobie wyobrazić w jaki sposób i dlaczego tego rodzaju wrażenie miałoby być poszukiwane. Drugą jest fakt, że sceny zawierające osoby w kontekście narracyjnym pojawiają się w Andaluzji niemal półtora stulecia przed tym zanim staną się czymś powszechnym w Egipcie i reszcie muzułmańskiego świata. Ale jeszcze bardziej znaczące jest to, że chociaż niektóre z tych przedstawień ostatecznie staną się całkiem powszechne w sztuce islamu, większość z nich jest unikalna. Stąd jesteśmy czasami niezdolni do wyjaśnienia obrazów, które są skądinąd łatwe do opisania. Według Francisco Prado-Vilara w przypadku puszki al-Mughiry mamy jednak do czynienia z wyjątkowo wyrafinowanym wizualnym językiem, jak i bogato udokumentowanym historycznym kontekstem, co pozwala w stopniu niezwykłym jak na średniowieczny przedmiot na dokonanie szczegółowej analizy, mogącej obronić się przed zarzutem nadinterpretacji.

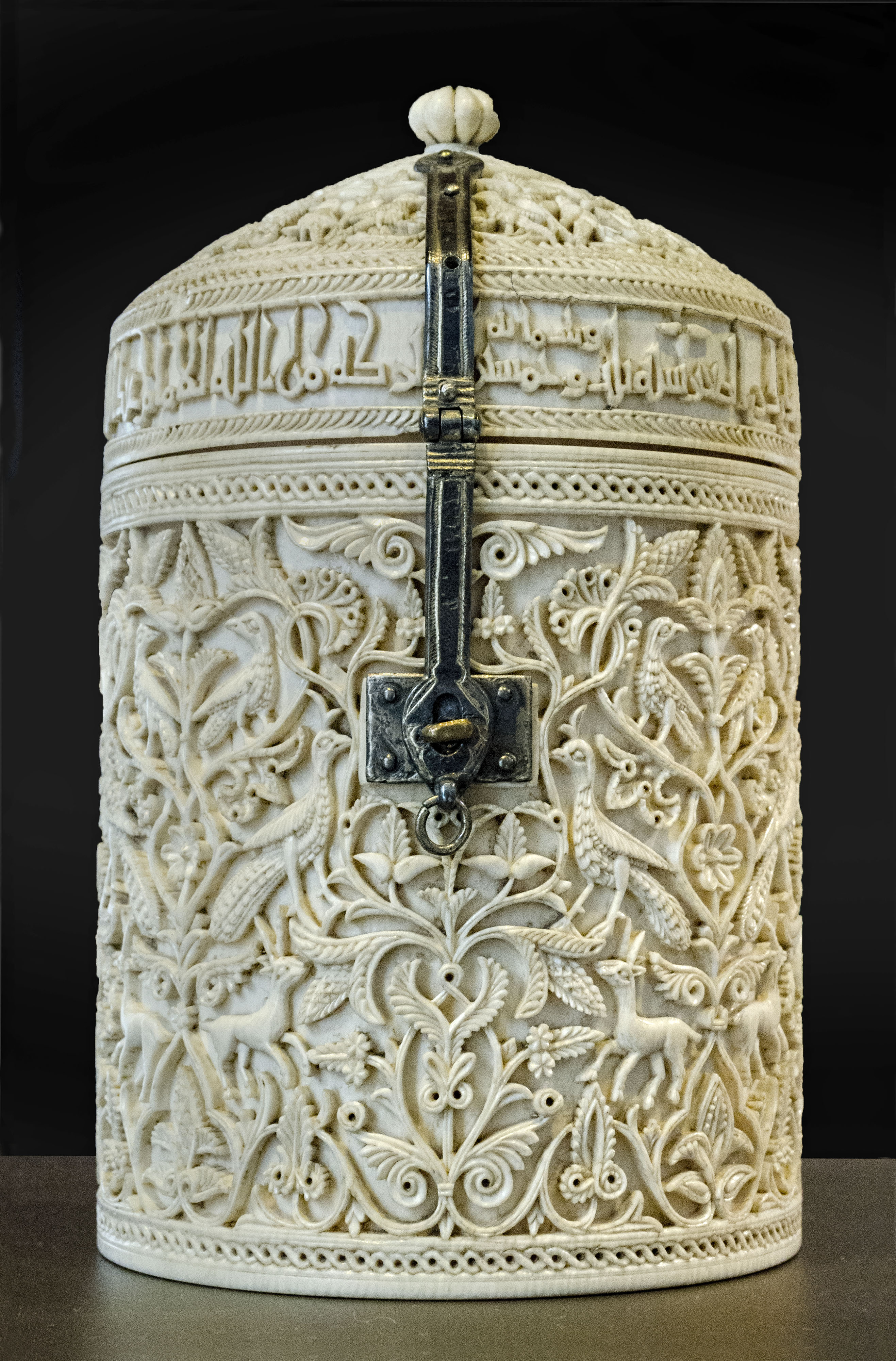
Puszka z 964 roku należąca do Subh, konkubiny Al-Hakama II (961–976) i matki Hiszama II (976–1009, 1010–1013). Narodowe Muzeum Archeologiczne w Madrycie

Puszka ma wieczko, które niegdyś było zwieńczone gałką. Zawiasy wieczka nie mają długich wsporników widocznych w innych podobnych przedmiotach. Powierzchnia puszki jest całkowicie pokryta ornamentem. Już w przypadku puszki wykonanej w 964 roku dla Subh, matki Hiszama II (976–1009, 1010-1013), geometryczne i roślinne motywy uzyskiwały harmonię poprzez integrację, a nie proste zestawienie. Taka sama tendencja w zakomponowaniu powierzchni jest widoczna na bodaj bogatszej dekoracji puszki Al-Mughiry. Wizerunki ludzkie i zwierzęce są ujęte w cztery obszerne ośmiolistne medaliony uformowane z ciągłej plecionki, a inne motywy figuralne i roślinne wypełniają przestrzenie między medalionami. Granice medalionów, oddane jako wieńce liści, splatają się ze sobą i tworzą małe węzły pomiędzy medalionami. Każdy medalion zawiera dużą figuralną scenę, zaś przestrzenie pomiędzy nimi są zapełnione małymi figurami zamieszkującymi roślinne środowisko. Ta dekoracja stanowi pierwszy świadomie skomponowany schemat zdobniczy ujmujący w jedną całość większe i mniejsze sceny. Jest to też pierwsza prezentacja cyklu tematów dworskich na arabsko-iberyjskich wyrobach z kości słoniowej.
Cztery główne sceny powinny być oglądane od prawej do lewej począwszy od sceny dworskiej, tak jak czytamy inskrypcję, która tym samym ma dodatkową funkcję wskazywania początku dyskursu wizualnego. Pierwszy medalion zawiera trzy postacie. Ettinghausen i Grabar uznali, że przedstawia on samego księcia, trzymającego w prawej ręce puchar czy też butelkę, a w lewej – kwiat na długiej gałązce, siedzącego w towarzystwie lutnisty i sługi trzymającego wachlarz. Renata Holod zauważyła, że dwaj młodzieńcy mają jednak rangę  równą towarzyszącemu im muzykowi, co odbiega od standardowych scen tronowych, gdzie koronowany władca ma dwóch służących po bokach. Jeden z młodzieńców trzyma w ręku butelkę i kwiat, drugi zaś wachlarz. Obaj siedzą ze skrzyżowanymi nogami i bosymi stopami, mają krótko obcięte włosy oraz głowy pozbawione jakiegokolwiek nakrycia, zazwyczaj wskazującego na osoby o wysokim statusie. Chociaż siedzą na lwim tronie, to ich pozy i ubiór wskazują na raczej nieformalny charakter całej sceny. 

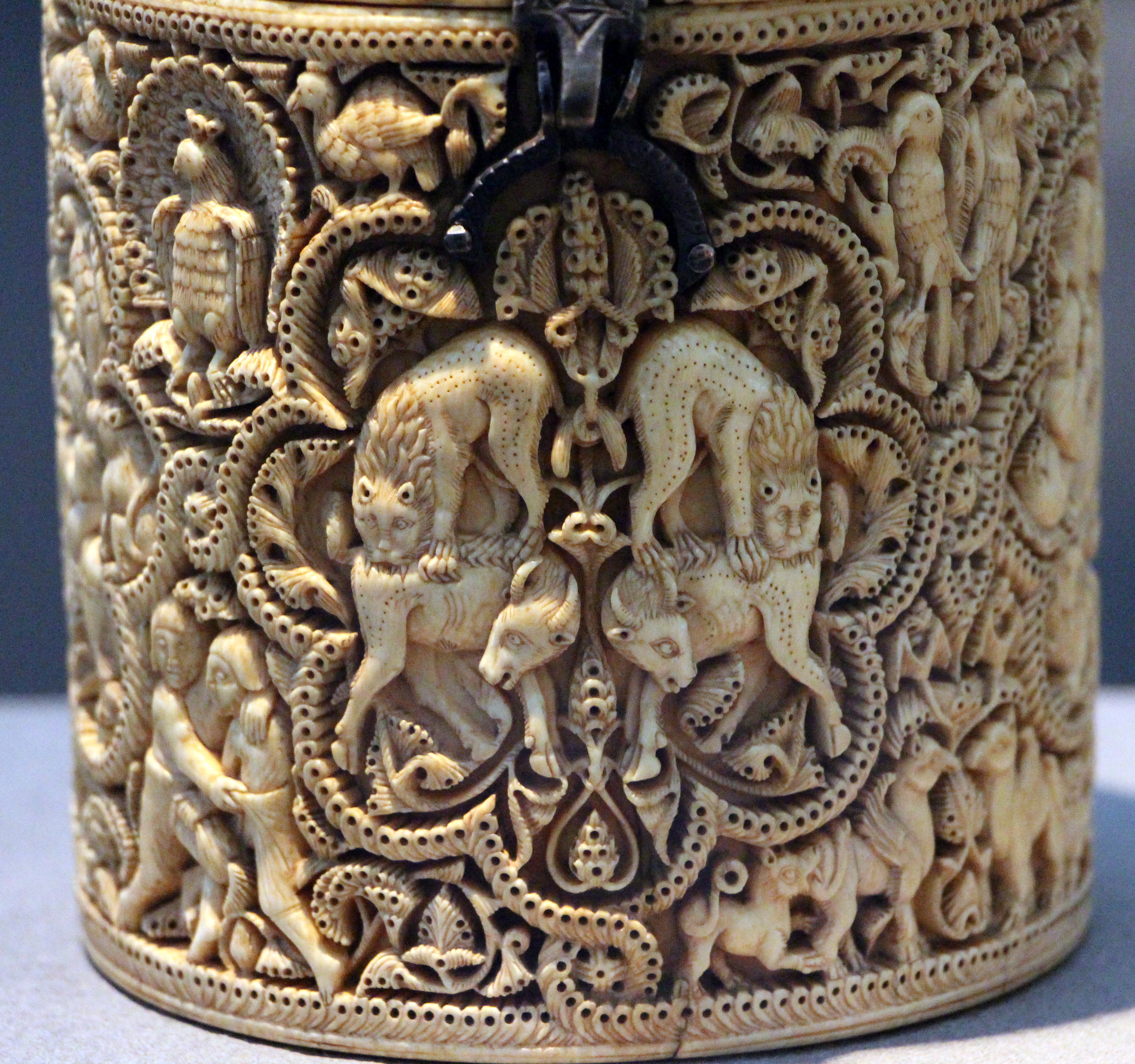
Walka lwów z bykami na drugim medalionie puszki

Prado-Villar uważa, że prawdopodobnie jest to portret dwóch synów Al-Hakama II (961–976), Abd ar-Rahmana i Hiszama. Starszy Abd ar-Rahman zmarł przedwcześnie, jednak z informacji przekazanych przez Ibn Izariego wynika, że stało się to w roku 970, żył zatem jeszcze w momencie stworzenia puszki. Prado-Villar nie zgadza się także z oceną Holod, iż scena jest nieformalna. W swoim studium sceny uczty w średniowiecznej muzułmańskiej ikonografii Dorothy G. Shepherd w sposób przekonujący pokazała, jak niektóre sasanidzkie, a następnie muzułmańskie motywy ikonograficzne, mają swoje źródło w sztuce późnego antyku. Główne elementy tej ikonografii to lwi tron, kielich lub butla oraz kwitnąca gałąź trzymana przez władcę, które wszystkie pojawiają się w scenie zawartej w pierwszym medalionie. Kielich i gałąź sięgają wstecz do starożytnej ikonografii święta Nowego Roku jaka znana jest z Sumeru i przypominają także późniejsze dionizyjskie kantharos i thyrsos. Lwi tron jest zaś symbolem apoteozy przejętym przez królów z ikonografii sakralnej, by symbolizował ich własną niebiańską podróż. Na sasanidzkich srebrnych naczyniach scenom niebiańskich bankietów towarzyszą muzycy, tacy jak lutnista z puszki. Shepherd kojarzy je z uroczystościami klasycznej starożytności odbywającymi się w dniu heroizacji, kiedy ucztowaniu towarzyszyła muzyka. 

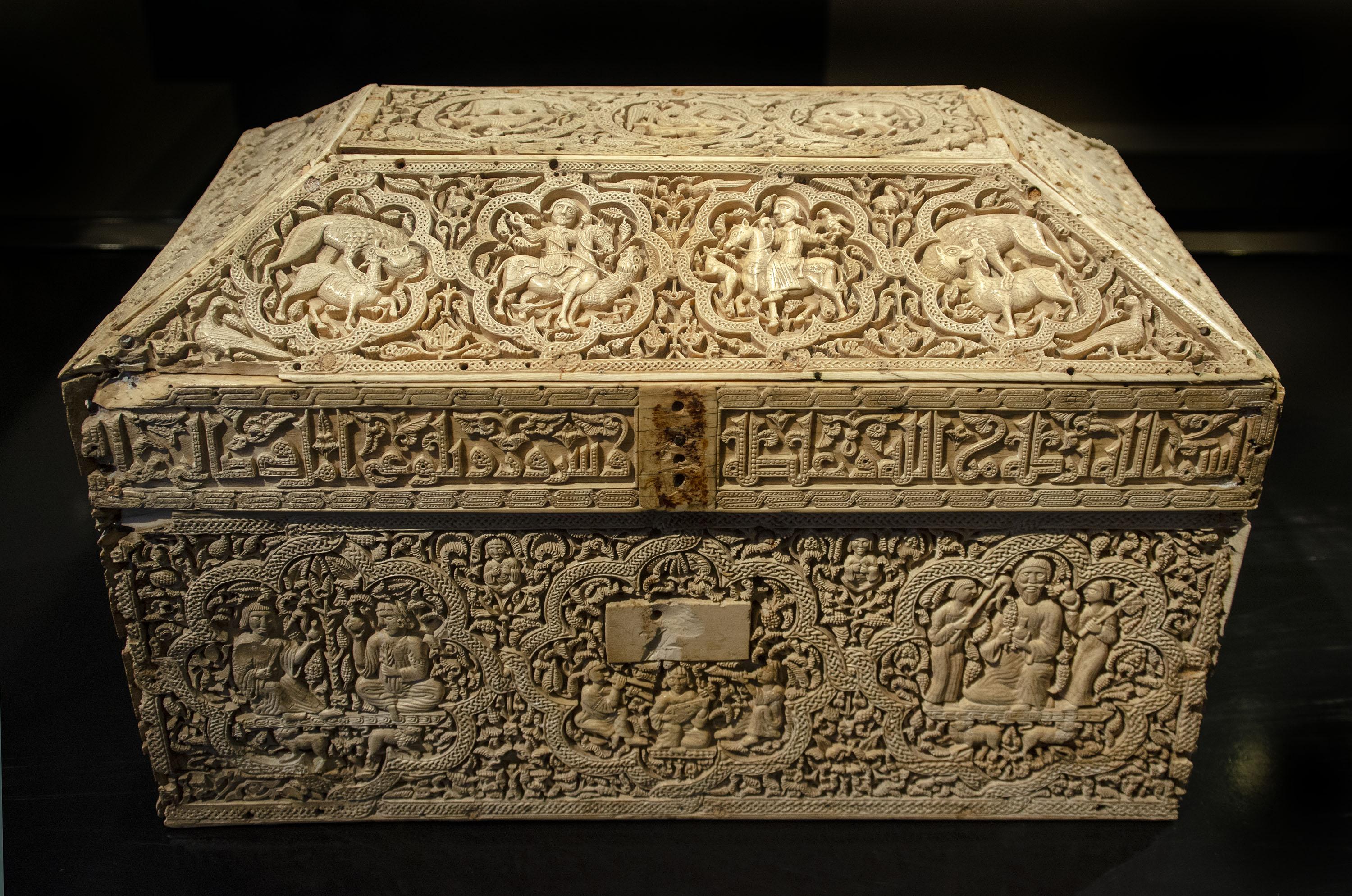
Szkatuła z Pampeluny, wykonana w roku 1004/1005. Po prawej stronie brodaty kalif (prawdopodobnie Hiszam II) trzyma butelkę i gałąź, siedząc na lwim tronie. Museo de Navarra

Ta królewska ikonografia została zaadaptowana także na dworze andaluzyjskich Umajjadów w stosunku do kalifa, co widać choćby w przypadku obrazu władcy (prawdopodobnie Hiszama II) na przednim panelu szkatuły z Pampeluny, datowanej na rok 1004/1005, gdzie brodaty trzyma on butelkę i gałąź, siedząc na lwim tronie. W przypadku puszki Al-Mughiry postać dzierżąca butelkę i gałąź, prawdopodobnie Abd ar-Rahman jako następca tronu, przedstawiona została z pewną przesadą – otrzymała ikonograficzne przywileje rządzącego kalifa, zaś jej młody wiek został zaznaczony jedynie brakiem brody. To złamanie zasad reprezentacji służyło podkreśleniu bezpieczeństwa następstwa tronu. Tak śmiałe przedstawienie obu dziedziców Al-Hakama miało podkreślać stabilność dynastii gwarantowaną przez potomstwo kalifa. Ta koncepcja jest uzupełniona i zredefiniowana przez drugi medalion, który zawiera typowy motyw królewskiej ikonografii, silne zwierzęta pokonujące słabe, w tym przypadku lwy atakujące byki.

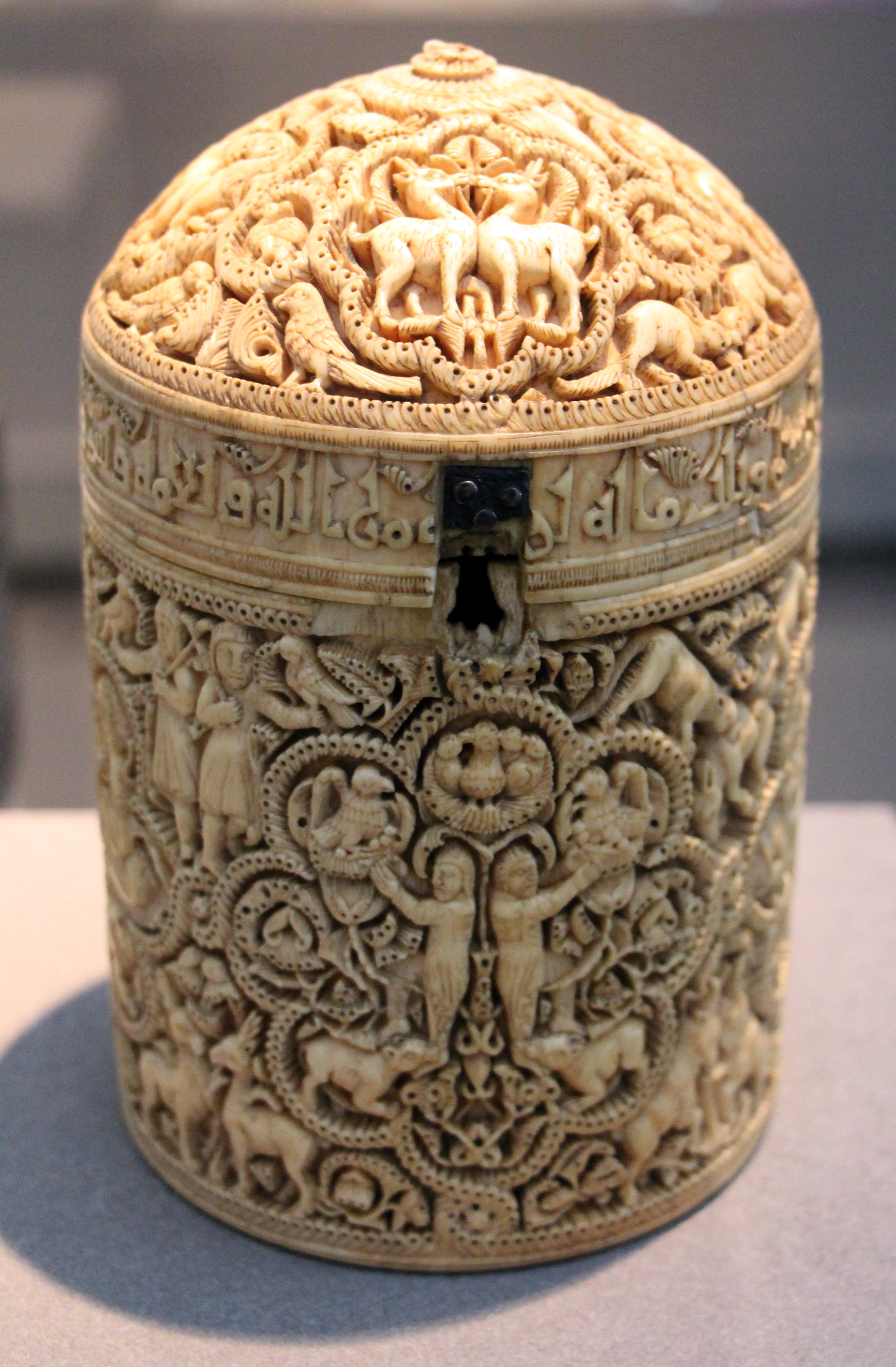
Puszka Al-Mughiry – widoczna scena z dwoma młodzieńcami kradnącymi jajka na czwartym medalionie

Walka lwa z bykiem to motyw powszechnie używany do gloryfikowania królewskiej potęgi, którego dobrze znane przykłady pochodzą choćby ze sztuki asyryjskiej czy perskiej. Pisząc o korzystaniu z motywu atakującego lwa w średniowiecznej sztuce muzułmańskiej Ettinghausen używa jako przykładów płaszcza Rogera II i przedstawienia walki lwa z bykiem po obu stronach bramy Wielkiego Meczetu w Diyarbakırze. W obu tych przypadkach obraz atakującego lwa wyraża przemoc, na której oparte jest egzekwowanie władzy, zaś figura słabszego zwierzęcia jest symbolicznie nacechowana specyficzną tożsamością osadzoną w partykularnym historycznym kontekście. Sceny z płaszcza i bramy miały jasny publiczny charakter, z zasadniczą intencją pokazania wyższości nadawcy przesłania nad jego odbiorcami. 
Z uwagi na powyższe scena zabijania byków na puszce Al-Mughiry wydaje się na pierwszy rzut oka nie na miejscu, ponieważ odbiorca, brat kalifa, należał do tej samej społecznej i rodzinnej grupy, w której sformułowano przesłanie. Symbol lwa został przeniesiony ze sfery publicznej do wewnętrznego środowiska dworu, gdzie ponownie odegrał, podług bardziej specyficznych zasad, funkcję oddzielania od siebie ostrzegającego nadawcy od zastraszanego odbiorcy. Walka lwów z bykami nabiera pełnego znaczenia dopiero w powiązaniu z pierwszym medalionem, ponieważ istnieje wizualna symetria pomiędzy dwoma lwami i dwoma postaciami ze sceny dworskiej. Każdy z lwów odpowiada jednemu z synów kalifa, zaś dodatkowego znaczenia całej scenie nadaje wybór byków jako lwich ofiar. W symbolicznym języku istnieje bowiem ścisły podział pomiędzy zwierzętami takimi jak lwy, orły czy byki, które są silne, a zwierzętami słabymi, takimi jak gazele. Przedstawiając walkę lwów z bykami medalion potwierdza zatem hegemonię również względem osób o podobnym statusie, tj. synów kalifa względem ich wuja Al-Mughiry.

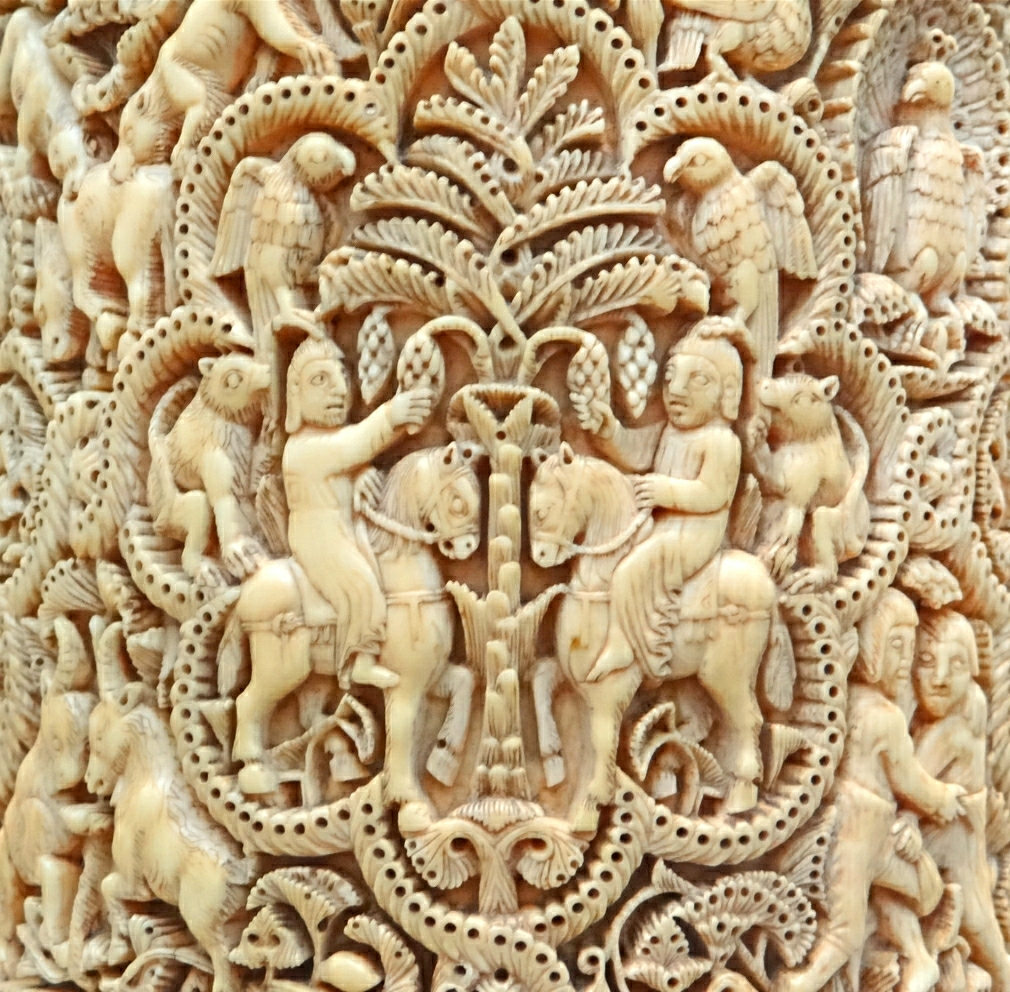
Jeźdźcy zrywający daktyle – scena na trzecim medalionie

Dwa pozostałe medaliony nie mają odpowiedników w standardowej królewskiej ikonografii. Grabar uważał, że mogą one mieć jakieś prywatne znaczenie i Holod podąża tym tropem, twierdząc iż przynajmniej scena z czwartego medalionu mogła przywoływać specyficzny moment z życia Al-Mughiry. Próbując dokonać interpretacji pozostałych medalionów Prado-Villar rozpoczyna od sceny z czwartego, która w górnej części zawiera trzy orle gniazda. W środkowym gnieździe znajdują się cztery pisklęta, natomiast w dwóch bocznych nadal znajduje się orzeł wysiadujący jajka. Dwóch młodzieńców próbuje ukraść jajka z gniazd, przy czym przeszkadzają im w tym dwa czworonożne zwierzęta (psy?) gryzące ich w kostki. Orzeł jest jednym z najczęściej spotykanych symboli władzy królewskiej i stąd wydaje się, że medalion zawiera alegoryczną scenę ostrzegającą każdego, kto próbowałby zakłócić porządek sukcesji.
Trzeci medalion ucieleśnia tę samą ideę. Zawiera on przedstawienie dwóch jeźdźców zrywających daktyle, którym towarzyszą dwa czworonogi (wilki?) chwytające za ogony dwa ptaki, najwidoczniej chcące zjeść nasiona palmy. Czworonogi z tej sceny wydają się konceptualnie odpowiadać czworonogom ze sceny z czwartego medalionu, tak samo jak tam zapobiegając zniszczeniu rosnącego nasienia. Z kolei królewskim odpowiednikiem orłów jest w tym przypadku niewątpliwie drzewo palmowe. Poza swoim symbolicznym potencjałem jako metafora królewskiej władzy i pomyślności drzewo palmowe reprezentuje także roślinną analogię do ludzkiej reprodukcji, co doskonale pasuje do ogólnej tematyki puszki. Drzewo palmowe jest zapładniane przez obcięcie męskiego kwiatostanu tuż przedtem zanim pręciki dojrzeją i następnie zawieszenie go nad kwiatami palmy żeńskiej. Tym samym druga para medalionów przekazuje jedną ideę, ukazaną w dwóch scenach.
Inskrypcja w piśmie kufickim jest naruszona przez zawias i zapięcie, które prawdopodobnie musiały być dodane później. Inskrypcja głosi: „Błogosławieństwo Boga, życzliwość, szczęście i pomyślność dla Al-Mughiry, syna Przywódcy Wiernych, niech Bóg okaże mu miłosierdzie; wykonane w roku trzysta pięćdziesiątym siódmym”. Jest to jedyna inskrypcja pośród arabsko-iberyjskich wyrobów z kości słoniowej w której tradycyjny kalifacki tytuł „Przywódca Wiernych” jest użyty bez pełnego imienia kalifa. Kalif do którego odnosi się inskrypcja to Abd ar-Rahman III (912-961), ojciec Al-Mughiry. W momencie wykonania puszki kalifem był jednak starszy brat Al-Mughiry, wspomniany już wcześniej Al-Hakam II. Al-Hakam wstąpił na tron mając już ponad czterdzieści lat i nadal nie mając potomstwa, stąd Al-Mughira wydawał się naturalnym kandydatem do sukcesji po nim. Sytuacja jednak zmieniła się gdy w krótkim odstępie czasu Subh urodziła Al-Hakamowi dwóch synów – Abd ar-Rahmana i Hiszama. Pomimo to kandydatura Al-Mughiry nadal miała swoich zwolenników. Biorąc pod uwagę tę polityczną sytuację, cały program wizualny puszki i specyfikę jej inskrypcji należy uznać, że jest czymś nieprawdopodobnym, by zamówił ją sam Al-Mughira. Jej ironiczna, a czasem wręcz groźna wymowa sugeruje, że musiała ona być darem dla Al-Mughiry, w subtelny sposób ostrzegającym przed nadmiernymi politycznymi ambicjami.
Wrogie przesłanie puszki było ukryte za dyplomatyczną retoryką i zależało od jego odczytania przez samego Al-Mughirę, tak że brat kalifa nie mógł otwarcie zareagować na zawarte w jej wizualnym programie groźby. Ich powagę pozwala dostrzec choćby ponowna analiza sceny z orłami z czwartego medalionu. Obok omówionego już przesłania scena ta zawiera także ciała dwóch mężczyzn opierających się nawzajem o swoje plecy. Jeśli zredukujemy scenę do głównych linii to ujrzymy wielką ludzką postać z otwartymi ramionami, z psami po bokach. Dla każdego kto żył w Al-Andalus konotacje takiego obrazu były oczywiste, szczególnie jeśli ten ktoś był dworzaninem lub żołnierzem. Ukrzyżowanie z psami po bokach było zwyczajową karą zarezerwowaną w muzułmańskiej Andaluzji dla rebeliantów. Taki miał być koniec Al-Mughiry, jeśli ten zdecydowałby się wziąć udział w rebelii podważającej prawowitą sukcesję. Scena z czwartego medalionu stanowi arcydzieło wizualnej ekonomii środków i aluzji.
Data wytworzenia puszki, panująca wówczas sytuacja polityczna i jej przesłanie zdają się wskazywać na to, że mogła ona powstać na zlecenie frakcji dworskiej skupionej wokół kalifackich synów, której najważniejszymi członkami była ich matka Subh, wezyr Al-Muszafi i budujący dopiero swoją pozycję Ibn Abi Amir, który w 967 roku dzięki poparciu Subh i Al-Muszafiego został administratorem i opiekunem młodego Abd ar-Rahmana, zaś siedem miesięcy później naczelnikiem mennicy. Wroga reakcja frakcji popierającej Al-Mughirę na te nominacje sprawiła, że Ibn Abi Amir prawdopodobnie szybko zrozumiał, iż jego polityczny byt jest powiązany z kalifackimi synami. Bycie naczelnikiem mennicy dało Ibn Abi Amirowi dostęp do dworskich warsztatów w Medina Azahara i źródła zawierają częste wzmianki o luksusowych prezentach wręczanych przez niego, by uzyskać poparcie na dworze. Puszka mogła zatem zostać wyprodukowana na zlecenie samego Ibn Abi Amira, działającego w porozumieniu z Subh i Al-Muszafim.